# Тик-Кую
Тик-Кую́ («вертикальный колодец») — средневековое гидротехническое сооружение, осадный колодец пещерного города Чуфут-Кале (Джуфт-Кале, Кырк-Ер, Кырк-Ор) в Крыму. Открыт в 1998—2001 годах группой геологов Института минеральных ресурсов, общественных активистов-краеведов и спелеологов. В ходе раскопок обнаружен монетный Кырк-Ерский клад, на момент находки — крупнейший из обнаруженных на территории Украины. В настоящее время объект оборудован для экскурсионного посещения.

## Открытие
В материалах караимских историков, для которых Кырк-Ер (Чуфут-Кале) был важнейшим национальным и религиозным центром, имелись упоминания о наличии в крепости осадного колодца. С научной точки зрения также вставал вопрос, как средневековый город с населением более тысячи человек мог обходиться без источника водоснабжения. Первое упоминание о его существовании в европейских источниках привёл Обри де Ла Моттре (1674—1743). Он пишет (цитата по Ф. Дюбуа де Монпере):

«…здесь [на Бурунчаке] имелся колодец или естественная цистерна, облицованная тёсаными камнями и наполненная водой, никогда не иссякавшей. Местонахождение колодца, который был, несомненно, заделан турками, сегодня неизвестно».
Краеведы-энтузиасты Ю. А. Полканов и Ю. И. Шутов собрали и проанализировали информацию из письменных источников. Краткое упоминание об объекте есть в публикации С. М. Шапшала (1896):

«Они [караимы] могли переносить продолжительную осаду благодаря тому, что близ малых ворот Кырк-Ера имелся подземный ход (ныне занесён камнями и песком) к источнику, находящемуся у подошвы скалы».
М. Я. Фиркович писал (1907):

«В Калэ, в былое время, существовал ещё один грандиозный колодец, называемый „тик-кую“, то есть прямой колодец или колодец перпендикулярный. Самый колодец с водою находился за Калэ недалеко от Кичик-капу [Малых или Южных ворот] с маленьким в 1/2 ар. отверстием, ход же к этому колодцу был в Калэ на Бурунчаке [участок плато западнее крепости], откуда косо вырублен туннель к воде. Отверстие этого туннеля на Бурунчаке ныне скрыто под кучею камней».
Однако даже к моменту этих публикаций положение колодца на местности было давно утеряно, многие специалисты считали эти сведения не более чем легендой.
В августе 1998 года был начат поисковый раскоп, на второй день было найдено устье колодца. В поисковых работах участвовали: Ю. А. Полканов, Ю. И. Шутов, О. Гребенников, А. Бабаджан, Г. Катык, Г. Шембелев, Ю. Шаповалов, М. И. Кальфа и более сорока волонтёров. Работы велись при участии Центра спелеотуризма «Оникс-Тур», Ассоциации крымских караимов и Института минеральных ресурсов. Волонтёры работали в выходные дни. В 1998 году было пройдено 6,2 м, в 1999 — более 15 м, в 2000 и начале 2001 года — около 9 м. Колодец был заполнен глыбами известняка и отложениями из суглинка, без признаков стратификации. В извлекаемом грунте присутствовало небольшое количество керамических черепков и костей животных. Когда колодец был расчищен до глубины 25 м, неожиданно открылся широкий подземный ход-галерея, также заваленный камнями, ведущий вверх. Его расчистка позднее открыла второй вход в сооружение, недалеко от Малых ворот, как и указывал М. Я. Фиркович.

## Описание объекта
Колодец использовался для получения воды в период осады. Питание колодца шло от источника в толще материкового известняка. Выход вертикальной шахты находится на склоне горы за пределами города-крепости. Подземную наклонную галерею называли «Алтын-Мердвень», или «золотая лестница», что говорило о ценности воды для жителей крепости. Длина наклонной галереи, идущей под углом 22°, более 120 метров, в конце её находится вертикальная винтовая лестница. Своды галереи местами обросли сталактитами естественного происхождения. Стены подземных сооружений покрыты надписями караимским курсивом, древнееврейским квадратным курсивом, а также латынью. Дно сооружения — это просторная площадка, на которой расположены алтарь и два небольших бассейна-купели, соединённых между собой. В месте, где галерея выходила на поверхность, находилась башня. Диаметр колодца у устья — 1,8 м. На глубине от 5 до 14,5 м — 1,4 м, далее до глубины 27 м — от 2 до 2,2 м.
Тик-Кую в настоящее время — это экскурсионный объект. Подземная галерея была оборудована для спелеотуризма специалистами фирмы «Оникс-Тур», при содействии её директора, А. Ф. Козлова, установлены перила и освещение.

## Монетный клад
В ходе раскопок осадного колодца был обнаружен крупнейший монетный клад из найденных на территории Украины. Он представлен 4287 монетами (30 золотых, 1 медная, основная часть — серебряные различных проб). Золотые — венецианские дукаты, золотой динар египетских султанов (первая треть XV века). Серебряные — джучидские дирхемы, монеты генуэзско-крымской чеканки из Кафы, Кырыма и Кырк-Ора. Серебряные монеты были отчеканены в XIV—XV веках. В кладе были также найдены молдавский грош, предположительно отчеканенный при Александре Добром в 1415—1430 годах, две византийские монеты, деньга Рязанского княжества. Единственная медная монета была отчеканена в Нижнем Поволжье. Монеты находились в керамическом кувшине. Общая масса клада составила более 5 кг.